# Інвестиційний центр
Інвестиці́йний центр — юридична особа або об'єднання юридичних осіб: фінансових брокерів або/та консультантів, які надають можливість, як фізичним так і юридичним особам користуватись всіма фінансовими та інвестиційними інструментами ринку: інвестиції в цінні папери та нерухомість, бізнес, страхування, кредити, депозити, банківські метали, антикваріат та інше.
Перевагою цієї форми вимірювання є те, що вона, як правило, є більш всеохоплюючою, оскільки враховує всі види використання капіталу. Вона схильна до маніпуляцій з боку менеджерів, які орієнтуються на короткострокову перспективу, або маніпуляцій з пороговим коефіцієнтом, що використовується для оцінки підрозділів.